# Alto Molócuè
Alto Molócuè és un municipi de Moçambic, situat a la província de Zambézia. En 2007 comptava amb una població de 42.200 habitants. Havia format part del districte d'Alto Molócuè.